# 斎藤由多加
斎藤 由多加（さいとう ゆたか、1962年10月15日 - ）は、東京都出身のゲームクリエイター、作家。オープンブック株式会社社長。株式会社シーマン人工知能研究所所長。自称・文明生物考古学者。青山学院大学シンギュラリティ研究所客員研究員。『The Tower』、『シーマン ～禁断のペット～』、『大玉』などの作品を開発したことで知られる。また「Apple Computerの研究家」でもあり、Macintosh に関する著書、ビジネス書等を多数執筆。
2018年4月、55歳にして『生涯ー研究開発者』を宣言し、突如として慶應義塾大学大学院メディアデザイン研究科後期博士課程に入学。

## 略歴
駒場東邦中学校・高等学校、早稲田大学理工学部建築学科卒業。リクルートに入社。在社中に自ら制作したビル経営シミュレーションゲーム『ザ・タワー』が日本をはじめ世界中でヒットし、海外ではシムシティのシリーズとしてライセンスしSimTowerの名前で発売。全米パブリッシャーズ協会のベストストラテジーゲームオブザイヤーを日本人として受賞。日経BP社『ベンチャー・オブ・ザ・イヤー』最優秀若手経営者部門賞を受賞。リクルート退職後に、同社にて名誉職であるフェローを5期歴任。その後、ビバリウムを設立し、育成シミュレーションゲーム『シーマン ～禁断のペット～』をドリームキャスト向けに発売した。これはドリームキャストで一番のヒット作となり、一般にも知れ渡る社会現象にまでなった。『シーマン』はその後PlayStation 2や Windows などにも移植され、文化庁メディア芸術祭デジタルアートインタラクティブ部門優秀賞、DIMEトレンド大賞、米国 GameDeveloppersConference キャラクター・オブ・ザ・イヤー、日本ゲーム大賞「ニューウェーブ賞」など多数賞を獲得した。現在は オープンブック 株式会社の代表取締役を務める。また、シーマンの知見で寄られたノウハウをもとに、汎用の日本語の会話エンジンを開発するため、シーマン人工知能研究所を設立、現所長。
かつてはMacintoshのエバンジュリスト的存在としても知られ、日本にアップルが初めて持ち込まれた瞬間からアップルジャパンが設立されるまでの日米の葛藤と摩擦を記録したノンフィクション『林檎の樹の下で』や、マック開発のオリジナルメンバーおよびその基礎技術を開発した重要人物への直接取材を敢行したインタビュー集『マッキントッシュ誕生の秘話』などを著している。
1999年から2001年まで、セガの顧問として戦略の策定などに従事。
その後、ニンテンドー ゲームキューブ向けゲームソフト『大玉』を開発。
2007年には『シーマン』の続編といえる『シーマン2 ～北京原人育成キット～』が発売。
また、発表後の任天堂の Wii のコントローラーに、有効な新インターフェイス案として、スピーカーを内蔵させることを提言したことも知られている。
ウルトラマン研究序説の＜解説＞の執筆者でもある。
大のデジタルカメラユーザーでライカ M8 や Hasselblad503CWD などで活動をしている。
米国生活経験があり、海外では Yoot Saito の名で知られる。

## 関連作品 (ゲーム)
- 『財閥銀行』（1992年）
- 『The Tower』（1994年）
- 『シーマン 〜禁断のペット〜』（1999年）
- 『SEAMAIL 〜人間関係修復保全ペット〜』(Windows)（2003年）
- 『シーマン2 〜北京原人育成キット〜』（2007年）
- 『大玉』（2006年）
- 『AERO PORTER』（2012年）

## 関連作品 (アプリ)
- 『ザ・タワーThe Tower for iPhone』（2011年）
- 『つながる名刺』（2012年）
- 『直留守ドロッパー for iPhone』（2013年）
- 『EarthBook』（2013年）
- 『生声グルーパー』（2014年）

## 著書
- 『ウルトラマン研究序説』（企画／著者：サーフライダー21）（1991年／中経出版／ISBN：978-4-8061-0560-2）（1998年／扶桑社文庫／ISBN：978-4-594-02550-2）
- 『劇場としてのマッキントッシュ　飛び出すマルチメディアの世界（CD-ROM）』（1995年／オープンブック）
- 『街の冒険マック』（非売品）（1995年／Apple Computer Japan）
- 『マッキントッシュ伝説　マルチメディアパソコンを作りだした者たちの証言』（1996年／アスキー・メディアワークス／ISBN：978-4-7561-1634-5）
- 『林檎の樹の下で　アップル日本上陸の軌跡』（1996年／アスキー・メディアワークス／ISBN：978-4-7561-1635-2）
- 『ジャン=ポール・ガゼーの日記　失われた24日間』（監修）（1999年／幻冬舎／ISBN：978-4-87728-314-8）
- 『シーマン育成支援キット』（2000年／ビバリウム／ISBN：978-4-7561-3572-8）
- 『マッキントッシュ伝説1　マッキントッシュ誕生の真実』（2003年／マイナビ出版／ISBN：978-4-8399-0975-8）
- 『マッキントッシュ伝説2　林檎の樹の下で　アップル日本上陸の軌跡』（2003年／マイナビ出版／ISBN：978-4-8399-1270-3）
- 『ハンバーガーを待つ3分間の値段～ゲームクリエーターの発想術～』（2006年／幻冬舎／ISBN：978-4-344-00860-1）
- 『「ハンバーガーを待つ3分間」の値段～企画を見つける着眼術～』（2007年／幻冬舎／ISBN：978-4-344-41011-4）
- 『週末になったらゲームを企画しよう~お父さんのためのゲームクリエイター講座~ Vol.1』（非売品）（ニンテンドーDS版「ザ・タワー」購入特典）
- 『林檎の樹の下で～アップルはいかにして日本に上陸したのか～』（2011年／オープンブック／ISBN：978-4-9904252-0-3）
- 『社長業のオキテ～ゲームクリエーターが遭遇した会社経営の現実と対策～』（2012年／幻冬舎／ISBN：978-4-344-02266-9）
- 『指名される技術　六本木ホステスから盗んだ、稼ぐための仕事術』（堀江貴文氏との共著）（2016年／ゴマブックス／ISBN：978-4-7771-1849-6）
- 『まんがでわかる　指名される技術1：六本木ホステスから盗んだ、稼ぐための仕事術』（堀江貴文氏との共著）（2016年／ゴマブックス／ISBN：978-4-7771-1726-0）
- 『まんがでわかる　指名される技術2：六本木ホステスから盗んだ、稼ぐための仕事術』（堀江貴文氏との共著）（2016年／ゴマブックス／ISBN：978-4-7771-1750-5）
- 『図解でわかる　指名される技術：六本木ホステスから盗んだ、稼ぐための仕事術』（堀江貴文氏との共著）（2016年／ゴマブックス／ISBN：978-4-7771-1849-6）
- 『大活字シリーズ　指名される技術 六本木ホステスから盗んだ、稼ぐための仕事術』（堀江貴文氏との共著）（2017年／ゴマブックス／ISBN：978-4-8146-6875-5）
- 『林檎の樹の下で(上)禁断の果実上陸編　アップルはいかにして日本に上陸したのか』（2017年／光文社／ISBN：978-4-334-97963-8）
- 『林檎の樹の下で(下)日本への帰化編　アップルはいかにして日本に上陸したのか』（2017年／光文社／ISBN：978-4-334-97964-5）
- 『平成とロックと吉田建の弁明』（吉田建氏との共著）（2022年／光文社／ISBN：978-4-334-95315-7）
- 『弱者の兵法　折られてしまいそうな君たちへの遺言』（堀江貴文氏との共著）（2024年／KADOKAWA／ISBN：978-4-04-115409-0）

## テレビ
- 『クローズアップ現代』～ゲームを作り出す頭脳～（1995年／NHK）
- 『報道特集』（1996年／TBS）
- 『未来派宣言』（1996年／NHK）
- 『35歳』（1996年／NHK）
- 『News23』（1998年／TBS）
- 『私がこどもだった頃』（2008年／NHK）
- 『本田圭佑対談番組 KEISUKE HONDA CAFE SURVIVE』（2017年／Amazonプライム・ビデオ）